# جابورندی (باهیا)
جابورندی (به پرتغالی: Jaborandi) یک منطقهٔ مسکونی در برزیل است که در باهیا واقع شده‌است. جابورندی ۸٬۲۷۷ نفر جمعیت دارد.